# Cinetata gradata
Cinetata gradata är en spindelart som först beskrevs av Simon 1881.  Cinetata gradata ingår i släktet Cinetata och familjen täckvävarspindlar. Inga underarter finns listade i Catalogue of Life.